# Dentisterna
Dentisterna es un género de insecto coleóptero de la familia Chrysomelidae.

## Especies
Las especies de este género son:
- Dentisterna antennalis Medvedev, 2004
- Dentisterna bicolor Medvedev, 1993
- Dentisterna cyanipennis Medvedev, 1996
- Dentisterna fulva Medvedev, 1996
- Dentisterna obscura Medvedev, 1996